# Itinéraire complémentaire 5 (Portugal)
L'IC5 est une voie rapide sans profil autoroutier divisée en deux tronçons:
- Le premier tronçon relie Guimarães à Fafe sur une longueur de 18 km
- Le second tronçon, mis intégralement en service en 2012, relie l'  à proximité de Murça à la  N 221  à proximité de Duas Igrejas (Miranda do Douro). Sa longueur est de 130 km.

À long terme, le second tronçon sera également prolongé jusqu'à l'  à proximité de Vila Pouca de Aguiar et deviendra alors le prolongement de l'  (autoroute reliant Vila do Conde à Vila Pouca de Aguiar et séparant les deux tronçons de l'IC5).
Voir le tracé de l'IC5 entre Guimarães et Fafe sur GoogleMaps

## État des tronçons
| Tronçon                             | État (2025)                                       | km   |
| ----------------------------------- | ------------------------------------------------- | ---- |
| Guimarães ( N 105 ) - Fafe          | En service                                        | 18   |
| Vila Pouca de Aguiar () - Pópulo () | En projet                                         | 28   |
| Pópulo () - Alijó ( N 212 )         | En service (12/2010) (Concession: Douro Interior) | 7,0  |
| Alijó ( N 212 ) - Pinhal do Norte   | En service (05/2012) (Concession: Douro Interior) | 16,9 |
| Pinhal do Norte - IP 2              | En service (12/2011) (Concession: Douro Interior) | 24,2 |
| IP 2 - Sardão                       | En service (05/2012) (Concession: Douro Interior) | 19,9 |
| Sardão - Meirinhos                  | En service (03/2012) (Concession: Douro Interior) | 7,0  |
| Meirinhos - Mogadouro               | En service (05/2012) (Concession: Douro Interior) | 18,2 |
| Mogadouro - Duas Igrejas ( N 221 )  | En service (09/2011) (Concession: Douro Interior) | 37,3 |

## Capacité
| Section                            | Capacité | Longueur |
| ---------------------------------- | -------- | -------- |
| Guimarães ( N 105 ) - Fafe         |          | 18 km    |
| Pópulo () - Pinhal do Norte        |          | 7 km     |
| Pinhal do Norte - IP 2             |          | 24 km    |
| Mogadouro - Duas Igrejas ( N 221 ) |          | 37 km    |

## Itinéraire

### Guimarães - Fafe
| Sorties | Villes                                   |
| ------- | ---------------------------------------- |
|         | Direction Guimarães-Sud - N 105          |
| Sortie  | Guimarães-Ouest                          |
| Sortie  | Guimarães-Centre Caldas das Taipas N 101 |
| Sortie  | Azurém - Guimarães-Nord                  |
| Sortie  | Oliveira do Castelo                      |
| Sortie  | Mesão Frio                               |
| Sortie  | Felgueiras N 101                         |
| Sortie  | Fafe-Ouest N 206                         |
| Sortie  | Fafe-Nord                                |
| Sortie  | Medelo Fafe-Est                          |

### Pópulo - Duas Igrejas
| Sorties                              | Villes                                                                        |
| ------------------------------------ | ----------------------------------------------------------------------------- |
|                                      | Vila Real Murça - Bragance                                                    |
| 04                                   | Pópulo ( N 15 )                                                               |
| 05                                   | Alijó ( N 212 )                                                               |
| 06                                   | Carlão                                                                        |
| 07                                   | Pinhal do Norte - Carrazeda de Ansiães-Ouest                                  |
| 08                                   | Carrazeda de Ansiães-Est                                                      |
| 09                                   | Vila Flor                                                                     |
| 10                                   | Lodões ( N 102 ) Macedo de Cavaleiros - Bragance IP 2 Mogadouro - Guarda IP 2 |
| Tronc commun avec l'IP2 (3,1 km)     |                                                                               |
| 11                                   | Vila Flor - Bragance IP 2 Guarda IP 2                                         |
| 12                                   | Sendim da Serra Alfândega da Fé-Ouest                                         |
| 13                                   | Alfândega da Fé-Est                                                           |
| Croisement                           | Sardão                                                                        |
| Croisement                           | Meirinhos                                                                     |
| 16                                   | Castelo Branco                                                                |
| Aire de service de Mogadouro (km 93) |                                                                               |
| Croisement                           | Mogadouro-Centre                                                              |
| 18                                   | Mogadouro-Est                                                                 |
| 19                                   | Sanhoane Brunhosinho                                                          |
| 20                                   | Travanca Urrós - Bemposta                                                     |
| 21                                   | Sendim Palaçoulo                                                              |
| 22                                   | Duas Igrejas                                                                  |
|                                      | Direction Miranda do Douro N 221                                              |